# Campionat del món d'escacs de 1910 (Lasker-Schlechter)
El Campionat del món d'escacs de 1910 (Lasker-Schlechter) fou un matx pel campionat del món que enfrontà Emanuel Lasker i Carl Schlechter. Es va disputar del 7 de gener al 10 de febrer de 1910 a Viena i Berlín. El campionat fou igualat, i finalment Lasker va retenir el seu títol.

## Resultats
El guanyador seria el jugador amb la millor puntuació després de 10 partides. El campionat va acabar en taules, així que Lasker va retenir el títol mundial.
|                 | 1 | 2 | 3 | 4 | 5 | 6 | 7 | 8 | 9 | 10 | Punts |
| --------------- | - | - | - | - | - | - | - | - | - | -- | ----- |
| Carl Schlechter | ½ | ½ | ½ | ½ | 1 | ½ | ½ | ½ | ½ | 0  | 5     |
| Emanuel Lasker  | ½ | ½ | ½ | ½ | 0 | ½ | ½ | ½ | ½ | 1  | 5     |

## Estatus
El matx generalment és considerat com un matx pel Campionat del món, però algunes fonts ho han posat en dubte considerant l'estrany resultat final. J.R. Buckley va informar a l'American Chess Bulletin que el matx a deu partides no va ser pel Campionat del Món, i que el seu resultat va suggerir que s'hauria de jugar "una competició en termes diferents, un matx pel Campionat del Món". Però al peu d'aquest article l'editor va afegir que Lasker li hi havia dit, "Sí, vaig posar en joc el títol". A l'Encyclopaediadia of Chess, Anne Sunnucks descriu el matx com "un anomenat campionat".
D'altra banda, en el seu llibre Le guia des échecs l'autor d'escacs Nicolas Giffard no expressa cap dubte que això era un campionat d'escacs, però així i tot en el cas que Schlechter guanyés, encara necessitaria guanyar un matx de revenja abans de ser anomenat Campió del Món.

## Marge de dos punts
Lasker va empatar el matx en guanyar la darrera partida. Podria ser que Schlechter necessités guanyar per un marge de dos punts per tal de guanyar el títol, i així no tenia cap altra alternativa que jugar a guanyar a la partida final, on primer se li escapà la victòria, llavors tenia taules clares, acabant després perdent la partida.